# RISAT-2
RISAT-2 là một vệ tinh do thám do Israel chế tạo được Ấn Độ phóng vào quỹ đạo vào thứ hai, 20/4, 2009, với mục tiêu tăng cường khả năng giám sát phòng thủ sau vụ tấn công đẫm máu xảy ra tại Mumbai cuối năm 2008.

## Mục đích
Vệ tinh này có thể nhìn xuyên qua mây và ghi lại các hình ảnh trong mọi điều kiện thời tiết cả ngày lẫn đêm, đáp ứng yêu cầu dài hạn của quân đội Ấn Độ. Sau vụ tấn công, bắt cóc con tin của 10 tay súng tại Mumbai từ ngày 26-29/11/2008 làm 173 người chết, tiến trình phóng vệ tinh do thám càng được thúc đẩy nhanh hơn. Ấn Độ khẳng định, những kẻ gây ra vụ tấn công Mumbai đến bằng tàu từ thành phố cảng Karachi của Pakistan. Ấn Độ vẫn có những vệ tinh không nhìn được trong đêm hay vào mùa mưa.

## Kỹ thuật
Vệ tinh RISAT 2 với trọng lượng 300 kg được phóng lên quỹ đạo tại bãi phóng Sriharikota, cách thành phố Chennai khoảng 90 km về phía bắc. "Vệ tinh được phóng thành công và đi vào quỹ đạo trong vòng 20 phút sau khi rời mặt đất", G. Padmanabhan, một nhà khoa học thuộc Tổ chức Nghiên cứu Không gian Ấn Độ, nói.
Thành công từ việc phóng vệ tinh mới cũng cung cấp cho Tân Delhi khả năng phát hiện tên lửa đạn đạo của đối thủ có thể đe dọa nước này. Ấn Độ từng "bỏ rơi" Israel trong nhiều thập niên, nhưng đã trở lại liên kết quân sự với Tel Aviv vài năm gần đó khi nhà nước Do Thái thay thế Pháp năm 2007 trở thành nhà cung cấp vũ khí lớn thứ hai sau Nga.